# 泊宗重
泊 宗重（とまり そうじゅう、生年不詳 - 正徳9年9月15日（1514年10月13日））は琉球王国第一尚氏王統の人。呉氏大宗家（呉氏我那覇家）の元祖で唐名は呉弘肇、童名を真徳という。
生年、父母は不詳。泊村（現在の那覇市泊、上之屋、前島に相当）に住んでいた。1466年に尚徳王が喜界島から凱旋をしたさい、諸臣は王を泊港に出迎えたのだが、このとき宗重夫妻は王の胸中を慮り、妻が清水を携えこれを献上した。王はこの行為に大いに悦び、宗重夫妻を召して宴を開き、宗重を泊地頭（初代）に、妻を泊大阿母潮花司（神職の一つ）に任じた。
宗重が任ぜられた泊地頭は泊村および奄美群島を管轄するものであり、のちにこの職は表十五人の一人を構成するようになった。
一部の野史において、尚泰久王次女の尚按司加那志は林鳳に嫁し、後に泊里主に嫁すという記述も残されているため、室の泊大阿母潮花司と同一人物であるという可能性が示唆されるも、その確証は無い。

## 系譜
室とのあいだに二男をもうける。長男が保栄茂親方宗友（唐名は不伝）、次男が呉起良・花城親方宗義となるが、長男が分家し、次男のほうが家統を継いだ。
- 父：不詳
- 母：不詳

- 室：泊大阿母潮花司　（号は中岳）
  - 長男：保栄茂親方宗友　（唐名不伝、分家する）
  - 次男：呉起良・花城親方宗義　（家統を継ぐ）

## 経歴（月日は旧暦）
- 1466年（成化2）3月13日　泊地頭に任ぜられる（→泊里主宗重）。
- 1514年（正徳9）9月15日　亡くなる。